# Carl Gustaf Petersson (garvare)
Carl Gustaf Petersson Hamrin, född 3 december 1841 i Köping, död 21 januari 1907 i Jönköpings Kristina församling, Jönköping, var en svensk garvare och läderhandlare.
Carl Gustaf Petersson var son till en krögerska i Köping, där han växte upp med styvfadern och tornväktaren Petter Pettersson. Han avslutade sin skolgång 1856 och kom i lära hos garvaren Lars Petter Hamrin i Sundsvall. Han blev gesäll 1862. År 1870 gav han sig av till Mönsterås för att uppvakta garvaränkan Maria Lovisa Bergström (1838–98), som han fått tips om från en vän. Paret gifte sig 1871.
Han blev därmed i Mönsterås och blev ledamot i kommunstyrelsen 1873 och kommunstyrelsens ordförande 1875. Efter ekonomiska bakslag tvingades familjen lämna garveriet, varefter Carl Gustaf Petersson arrenderade en läderhandelsrörelse i Eksjö. Efter det att även denna fallerat, flyttade familjen 1893 i armod till Jönköping, Carl Gustaf Peterson dömdes till två månaders fängelse för bokföringsbrott. Han förde därefter ett kringflackande liv, medan hustrun stannade i Jönköping och arbetade som butiksbiträde. Barnen Josef och Felix hjälpte till att försörja familjen och ta vård om sina föräldrar.
Carl Gustaf Peterson blev stamfar till tidningsmanna- och politikersläkten Hamrin. Han och Maria Lovisa Petersson fick fyra pojkar och en flicka som levde till vuxen ålder, däribland tidningsmannen Josef Hamrin och grosshandlaren och politikern Felix Hamrin.